# Ivo Vazgeč
Ivo Vazgeč (Kakanj, 6 febbraio 1986) è un ex calciatore svedese, di ruolo portiere.

## Carriera
La sua famiglia, di origine croata ma residente nell'attuale Bosnia-Erzegovina, si rifugiò in Svezia a causa della guerra che coinvolse la ex Jugoslavia. Da bambino giocava a tennis, poi decise di concentrarsi sul calcio.
All'età di 20 anni esordì in Superettan con la maglia dello Jönköpings Södra, disputando due campionati in cui spesso partì da titolare, specialmente durante il primo anno.
Nel 2008 ebbe due parentesi all'estero, in Grecia al Larissa e in Danimarca all'Aalborg, ma in entrambi i casi non collezionò presenze in campionato. Durante l'estate rientrò in Svezia per fare due apparizioni tra le file dell'Assyriska. Rimase in seconda serie, difendendo la porta dell'IFK Norrköping in avvio della stagione 2009, prima di passare allo Sląsk Wrocław: il contratto con i polacchi fu rescisso consensualmente nel luglio 2010.
Dopo una breve nuova parentesi con lo Jönköpings Södra, firmò con il Landskrona BoIS rimanendovi per una stagione e mezzo, nuovamente in Superettan.
Nel 2013 arrivò il suo debutto nella Allsvenskan, massima serie svedese, grazie all'ingaggio da parte del Brommapojkarna. Qui colleziona 31 presenze in Allsvenskan, ma nell'estate 2014 fu punito per motivi disciplinari perdendo definitivamente il proprio posto tra i pali. A fine stagione lasciò il neoretrocesso Brommapojkarna e dal maggio 2015 tornò a giocare nel campionato di Superettan, questa volta difendendo la porta del Ljungskile firmando un contratto della durata di pochi mesi valido fino al 31 luglio 2015, poi prorogato fino a fine anno.
Nel 2016 scese in terza serie all'Husqvarna. Rimase nella stessa categoria anche l'anno successivo, trascorso però da portiere del Landskrona BoIS, poi vincitore del campionato di Division 1 Södra.
Il 3 giugno 2018 è stato ufficializzato il suo ingaggio da parte dell'Assyriska FF, altra squadra del campionato di terza serie. Dopo soli quattro giorni, tuttavia, il club ha comunicato di voler rompere il contratto a seguito della notizia del processo giudiziario a carico del portiere per guida in stato di ebbrezza. La rescissione è avvenuta il successivo luglio, alla riapertura del mercato.
Dopo oltre tre anni in cui è rimasto senza squadra, nell'agosto 2021 è tornato in attività con l'ingaggio da parte dell'Assyriska Turabdin IK, club impegnato in Division 1.

## Palmarès

### Club

#### Competizioni nazionali
- Campionato danese: 1

Aalborg: 2007-2008